# Saltbox house

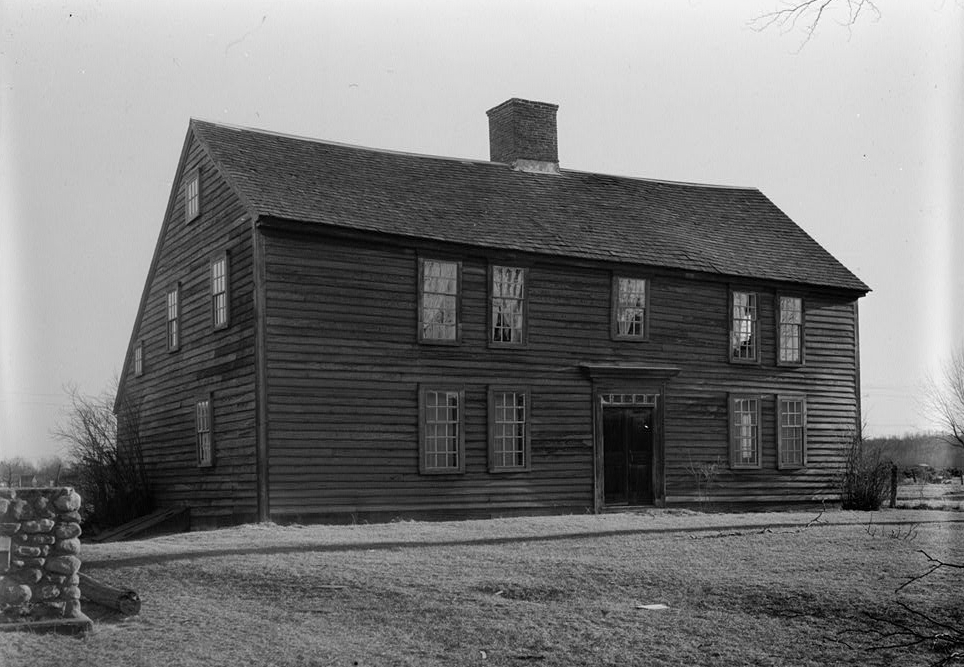
Thomas Lee House, East Lyme, Connecticut

Una saltbox house è una struttura residenziale tipicamente contraddistinta da due ambienti, uno sul davanti e uno sul retro, e da un tetto particolarmente spiovente sulla parte retrostante dell'edificio. Diffusa particolarmente nel New England, ha il nome che è dovuto alla somiglianza coi contenitori che un tempo venivano utilizzati per conservare il sale.

## Storia

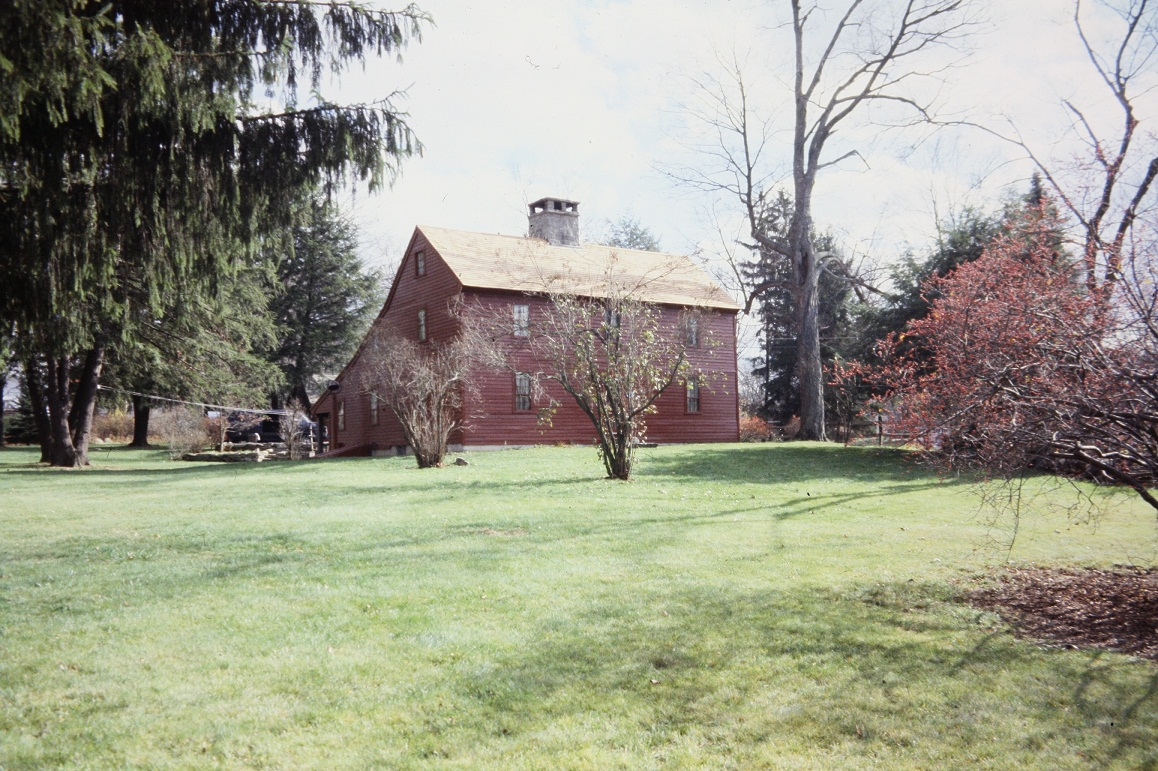
Thomas Hawley House, Monroe (Connecticut); c. 1755

La saltbox house si originò nel New England ed è considerata un elemento essenziale dell'architettura coloniale statunitense. Essa traeva origine dalla Cape Cod house ma si espandeva poi sul retro per creare una casa più ampia.
La particolarità del tetto, definito tecnicamente catslide roof, era particolarmente alto sul fronte della casa, mentre andava poi digradando sin quasi all'altezza della porta d'ingresso sul retro, creando così lo spazio necessario per creare un secondo piano sul davanti e uno spazio ulteriore al piano terra sul retro.

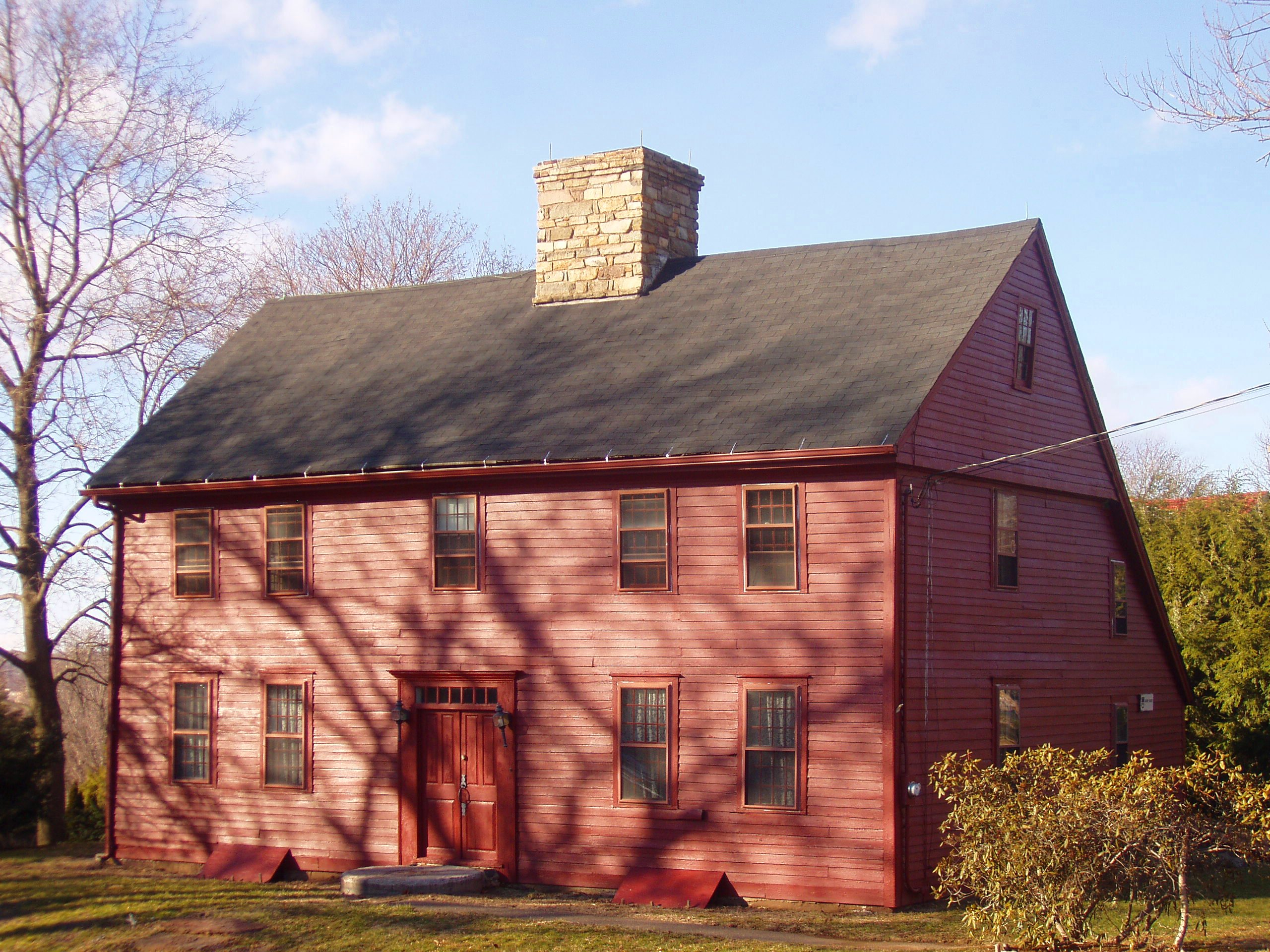
Nehemiah Royce House, Wallingford (Connecticut); c. 1672

Tale tipologia si diffuse soprattutto durante il primo periodo repubblicano statunitense con notevole rapidità per l'economicità dei progetti e i costi minimi del materiale, ricavato perlopiù localmente.

## Galleria d'immagini

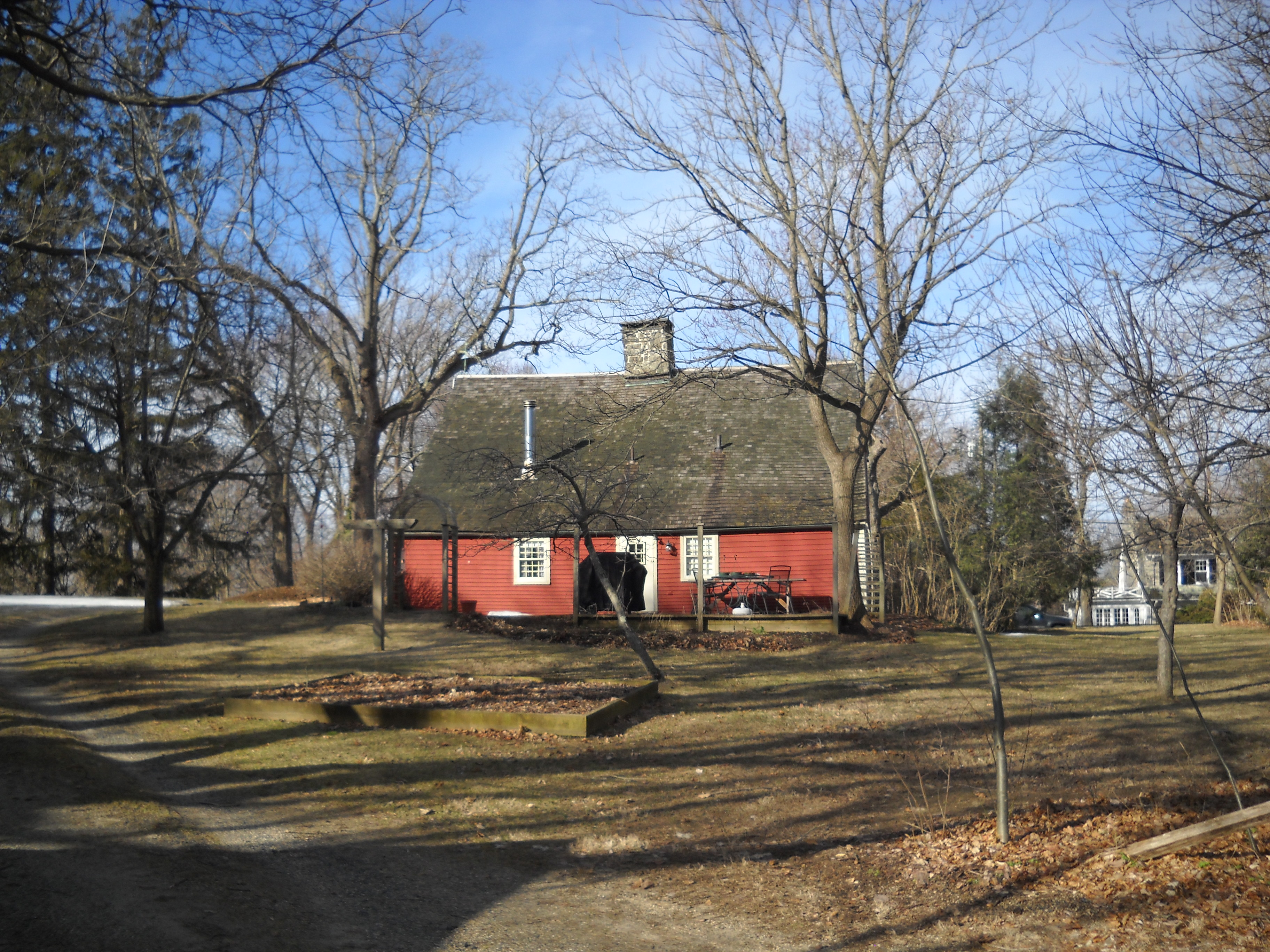
Ephraim Hawley House, Nichols (Connecticut)
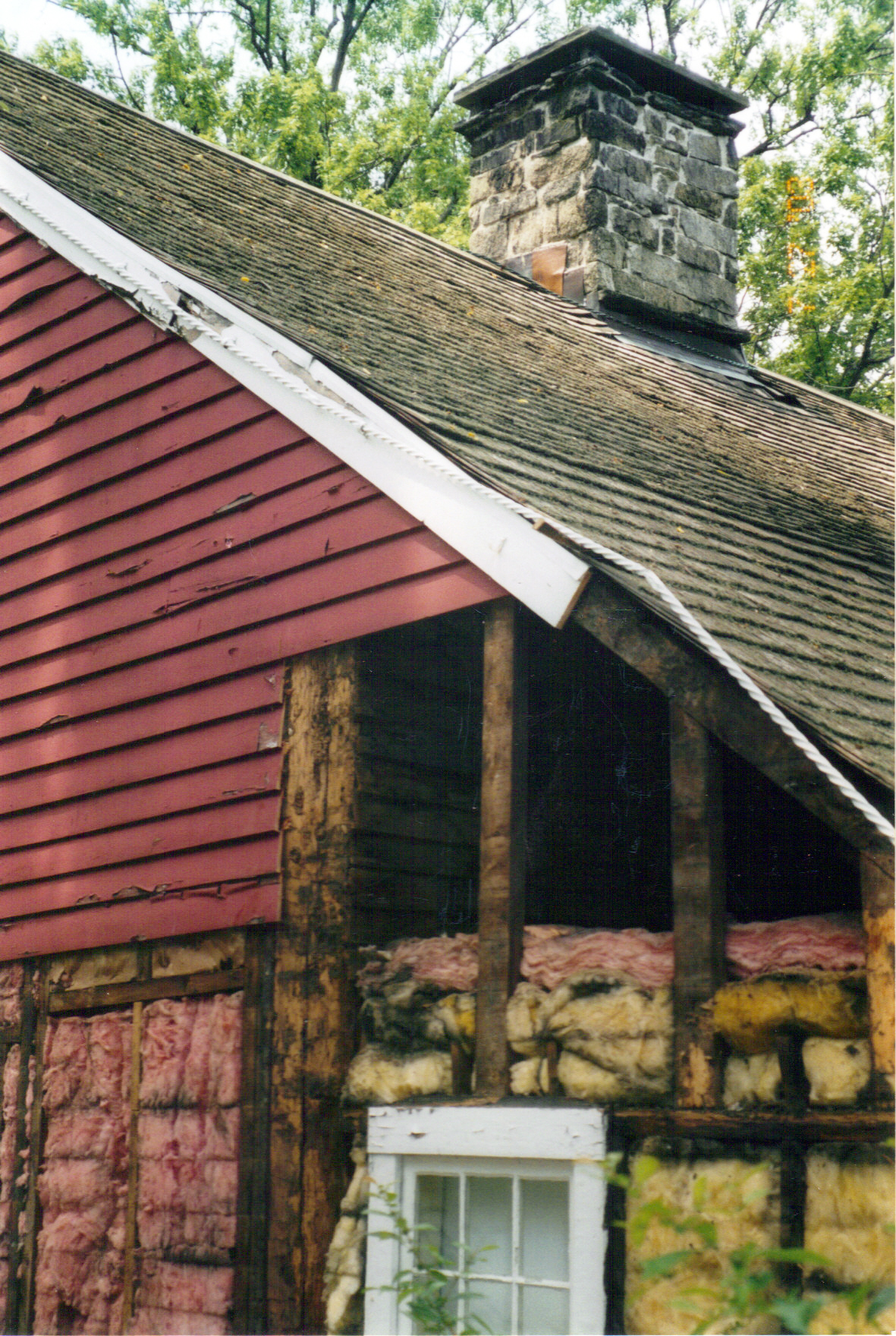
Ephraim Hawley House, Nichols (Connecticut)
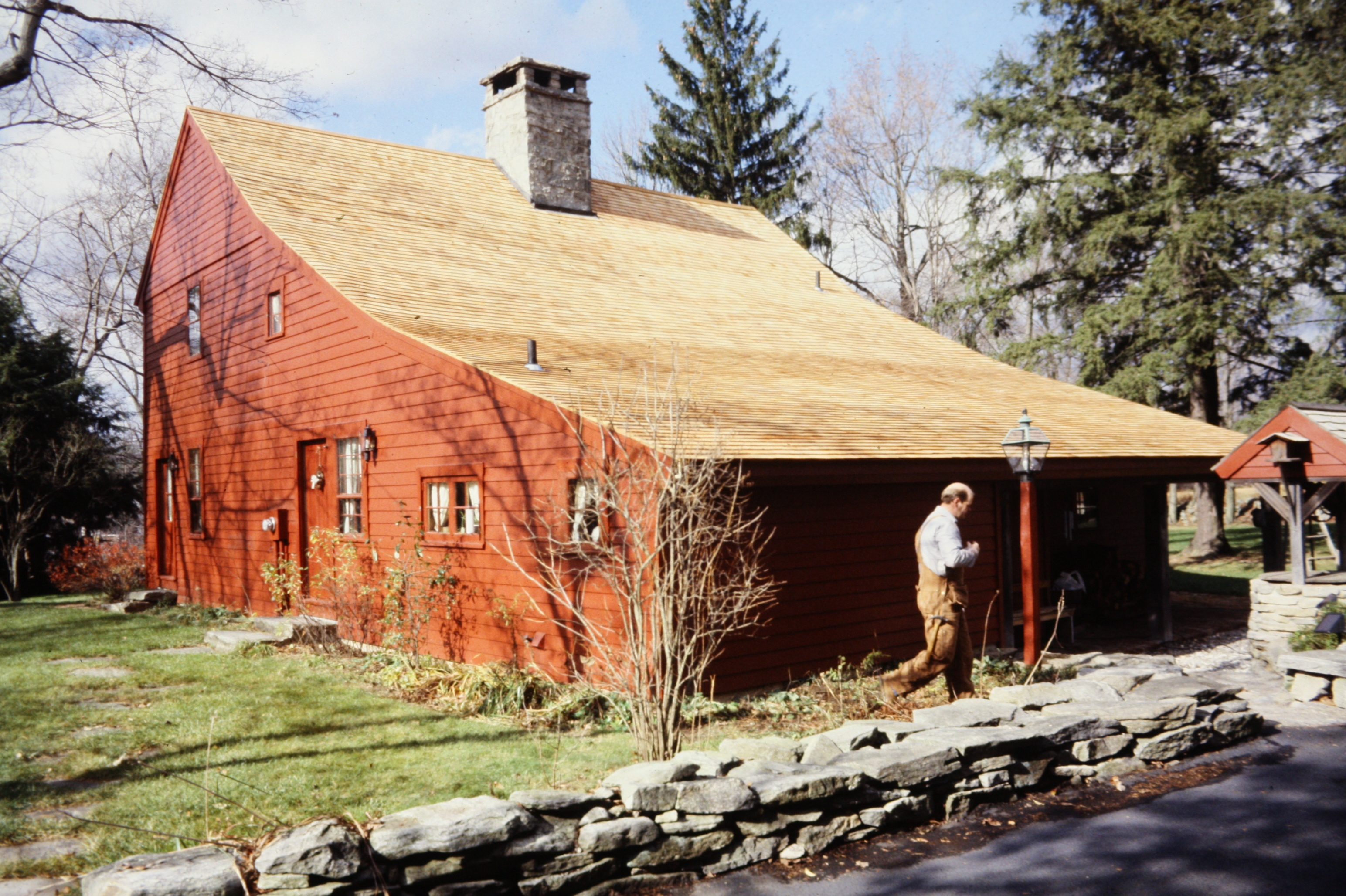
Thomas Hawley House; si noti in particolare il tetto digradante sul retro
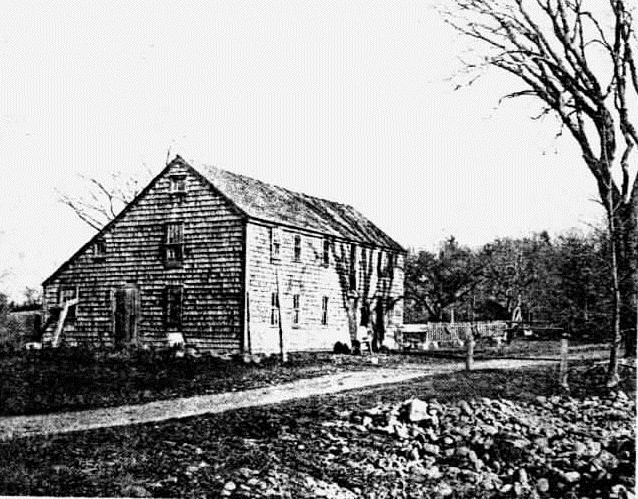
Residenza di Edmund Rice a Sudbury (1643 circa), oggi a Wayland (Massachusetts)), distrutta da un incendio nel 1912
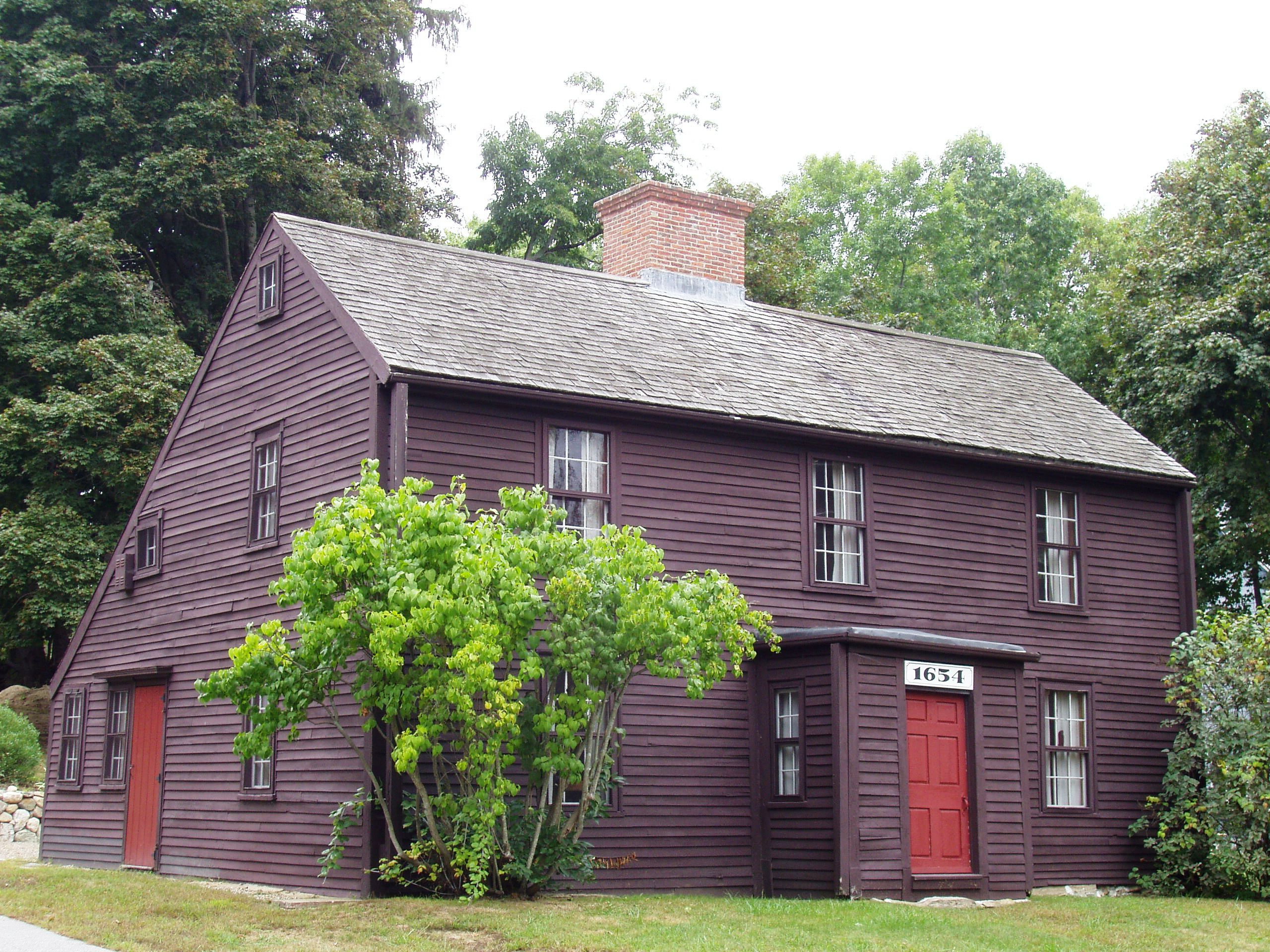
Macy–Colby House, c.1651, Amesbury (Massachusetts)
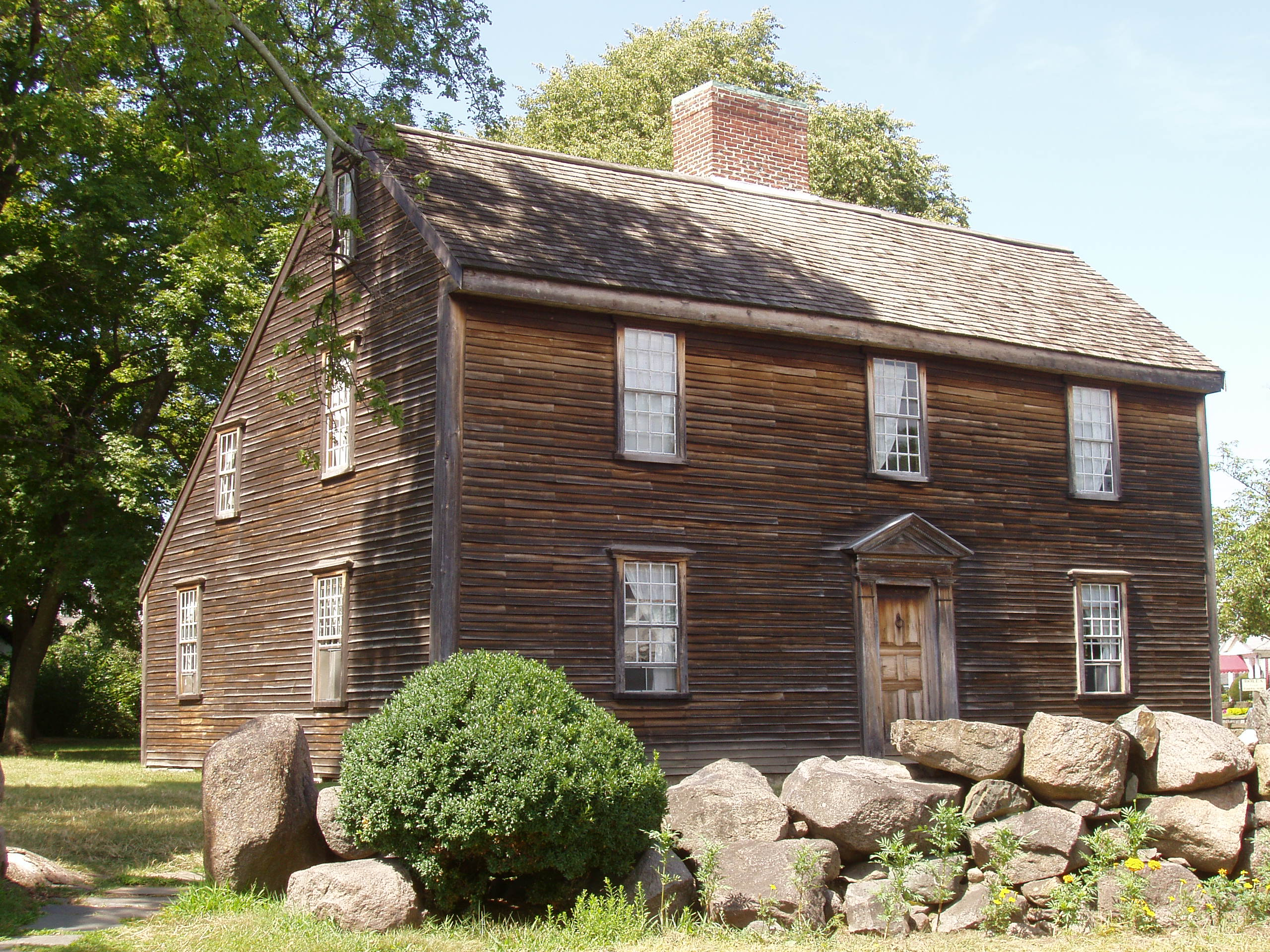
John Adams Birthplace, c. 1681, Quincy (Massachusetts)
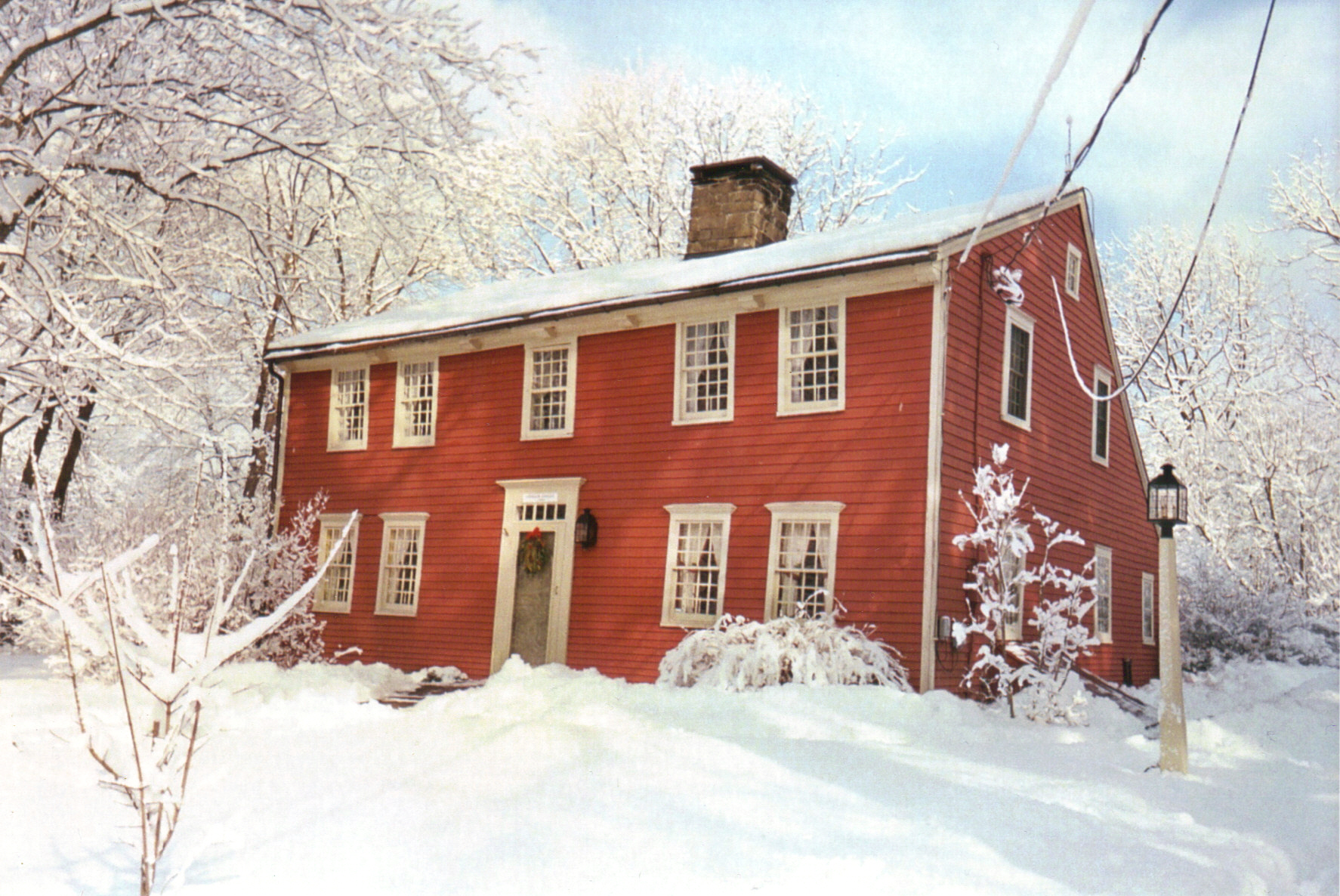
Ephraim Hawley House, c. 1683, Nichols (Connecticut)
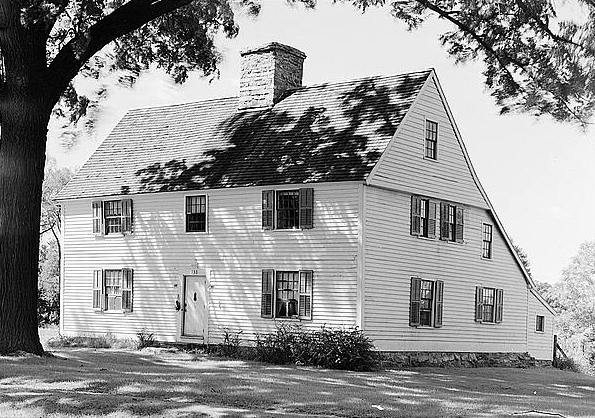
Comfort Starr House, c. 1695, Guilford, Connecticut
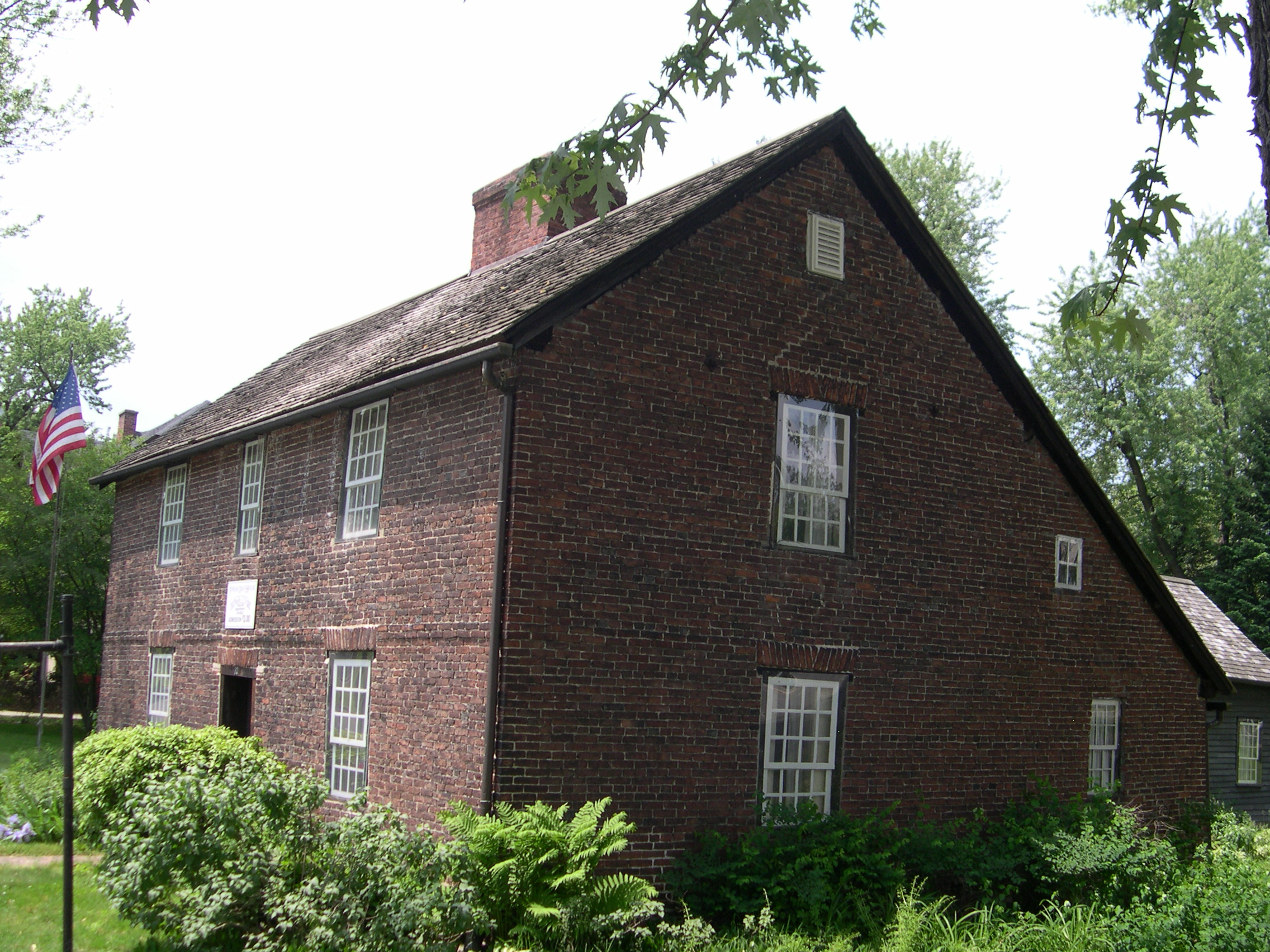
Josiah Day House, c. 1754, West Springfield (Massachusetts); un esempio di saltbox house in mattoni
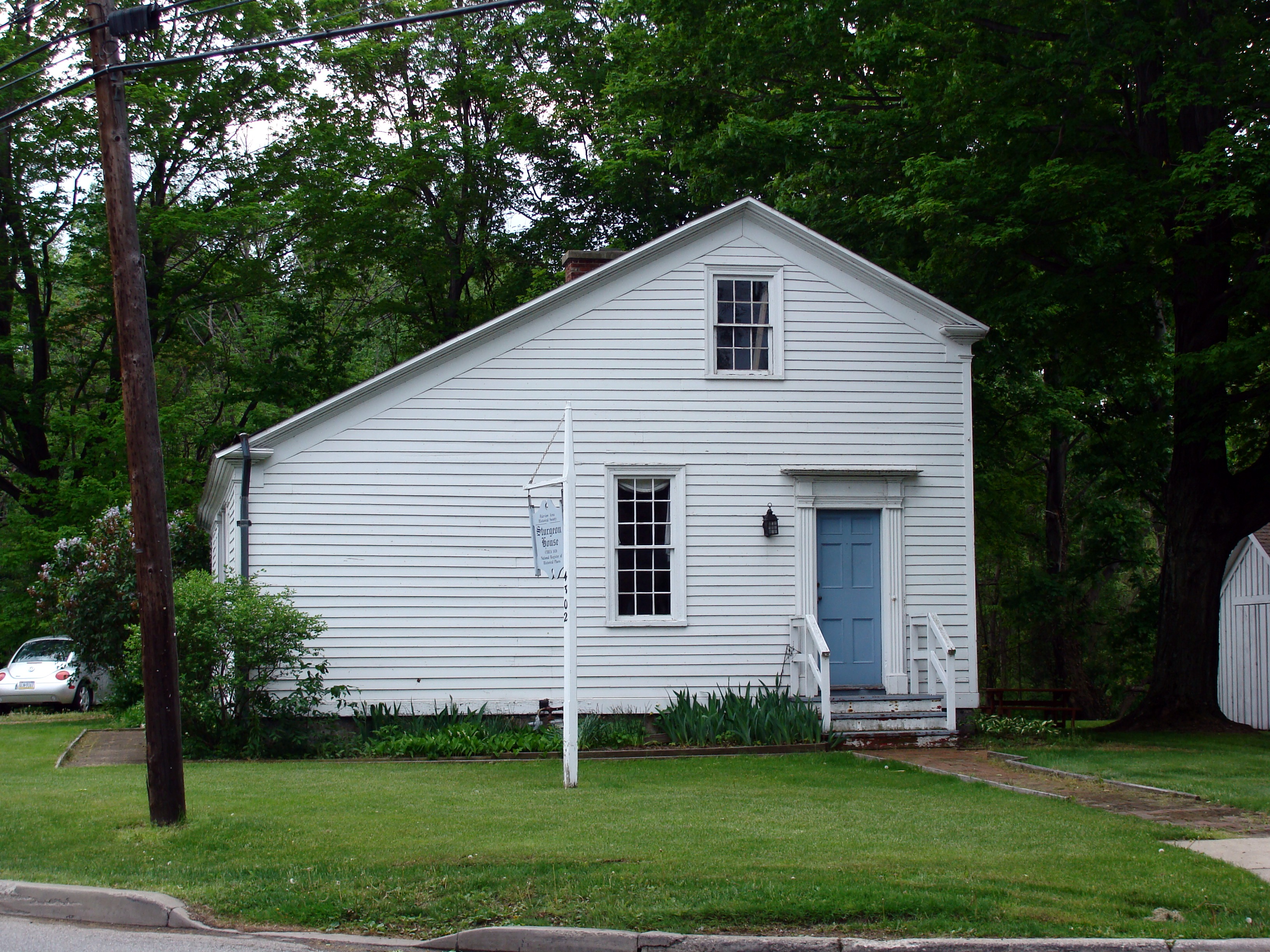
Sturgeon House, c. 1838, Fairview, Pennsylvania